# لا فونتاين (إنديانا)
لا فونتاين (بالإنجليزية: La Fontaine, Indiana)‏ هي بلدة أمريكية تقع في الولايات المتحدة في مقاطعة واباش (إنديانا). يقدر عدد سكانها بـ 875 نسمة ومساحتها 1.58 كم2 وترتفع عن سطح البحر 244 متر.

## التركيبة السكانية
قام مكتب تعداد الولايات المتحدة بتحديد بيانات التركيبة السكانية للا فونتاين في تعداد الولايات المتحدة. في ما يلي، التركيبة السكانية حسب تعدادي 2000 و2010.

### تعداد عام 2000
بلغ عدد سكان لا فونتاين 900 نسمة بحسب تعداد عام 2000، وبلغ عدد الأسر 352 أسرة وعدد العائلات 237 عائلة مقيمة في البلدة. في حين سجلت الكثافة السكانية 1,470.2 نسمة لكل ميل مربع (567.6/كم2). وبلغ عدد الوحدات السكنية 379 وحدة بمتوسط كثافة قدره 619.1 نسمة لكل ميل مربع (239.0/كم2).
وتوزع التركيب العرقي للبلدة بنسبة 96.89% من البيض و 0.67% من الأمريكيين الأصليين و 0.22% من الأمريكيين ذوي الأصول الآسيوية و 0.22% من الأمريكيين الأفارقة و 1.00% من عرقين مختلطين أو أكثر.
بلغ عدد الأسر 352 أسرة كانت نسبة 28.1% منها لديها أطفال تحت سن الثامنة عشر تعيش معهم، وبلغت نسبة الأزواج القاطنين مع بعضهم البعض 54.0% من أصل المجموع الكلي للأسر، ونسبة 7.4% من الأسر كان لديها معيلات من الإناث دون وجود شريك، وكانت نسبة 32.4% من غير العائلات. تألفت نسبة 29.8% من أصل جميع الأسر من أفراد ونسبة 13.6% كانوا يعيش معهم شخص وحيد يبلغ من العمر 65 عاماً فما فوق. وبلغ متوسط حجم الأسرة المعيشية 2.80، أما متوسط حجم العائلات فبلغ 2.30.
بلغ العمر الوسطي للسكان 40 عاماً. وكانت نسبة 22.3% من القاطنين تحت سن الثامنة عشر، وكانت نسبة 7.1% بين الثامنة عشر والأربعة وعشرون عاماً، ونسبة 27.0% كانت واقعةً في الفئة العمرية ما بين الخامسة والعشرون حتى والأربعة وأربعون عاماً، ونسبة 20.6% كانت ما بين الخامسة والأربعون حتى الرابعة والستون، ونسبة 23.0% كانت ضمن فئة الخامسة والستون عاماً فما فوق. يوجد لكل 100 أنثى 87.9 ذكر، ويوجد لكل 100 أنثى في الثامنة عشر من عمرها فما فوق 82.0 ذكر.
بلغ متوسط دخل الأسرة في البلدة 43,393 دولار، أما متوسط دخل العائلة فبلغ 47,031 دولار. وكان متوسط دخل الذكور 31,042 دولار مقابل 22,750 دولار للإناث. وسجل دخل الفرد الخاص بالبلدة 17,203 دولار. وكانت نسبة 1.2% من العائلات ونسبة 3.8% من السكان تحت خط الفقر، وكان من هؤلاء نسبة 3.0% تحت سن الثامنة عشر ونسبة 1.7% في الخامسة والستين من العمر وما فوق.

### تعداد عام 2010
بلغ عدد سكان لا فونتاين 875 نسمة بحسب تعداد عام 2010، وبلغ عدد الأسر 328 أسرة وعدد العائلات 223 عائلة مقيمة في البلدة. في حين سجلت الكثافة السكانية 1,458.3 نسمة لكل ميل مربع (563.1/كم2). وبلغ عدد الوحدات السكنية 374 وحدة بمتوسط كثافة قدره 623.3 لكل ميل مربع (240.7/كم2).
وتوزع التركيب العرقي للبلدة بنسبة 98.5% من البيض و 0.2% من الأمريكيين الأصليين و 0.1% من الأمريكيين الأفارقة و 0.9% من عرقين مختلطين أو أكثر.
بلغ عدد الأسر 328 أسرة كانت نسبة 32.3% منها لديها أطفال تحت سن الثامنة عشر تعيش معهم، وبلغت نسبة الأزواج القاطنين مع بعضهم البعض 52.7% من أصل المجموع الكلي للأسر، ونسبة 11.9% من الأسر كان لديها معيلات من الإناث دون وجود شريك، بينما كانت نسبة 3.4% من الأسر لديها معيلون من الذكور دون وجود شريكة وكانت نسبة 32.0% من غير العائلات. تألفت نسبة 29.3% من أصل جميع الأسر من أفراد ونسبة 15.3% كانوا يعيش معهم شخص وحيد يبلغ من العمر 65 عاماً فما فوق. وبلغ متوسط حجم الأسرة المعيشية 2.93، أما متوسط حجم العائلات فبلغ 2.39.
بلغ العمر الوسطي للسكان 41.9 عاماً. وكانت نسبة 23.2% من القاطنين تحت سن الثامنة عشر، وكانت نسبة 6.8% بين الثامنة عشر والأربعة وعشرون عاماً، ونسبة 22.9% كانت واقعةً في الفئة العمرية ما بين الخامسة والعشرون حتى والأربعة وأربعون عاماً، ونسبة 22.6% كانت ما بين الخامسة والأربعون حتى الرابعة والستون، ونسبة 24.6% كانت ضمن فئة الخامسة والستون عاماً فما فوق. وتوزع التركيب الجنسي للسكان بنسبة 45.6% ذكور و54.4% إناث.